# Kenrickodes probata
Kenrickodes probata är en fjärilsart som beskrevs av Pierre E.L. Viette 1957. Kenrickodes probata ingår i släktet Kenrickodes och familjen nattflyn. Inga underarter finns listade i Catalogue of Life.